# Camarão-canela
Camarão-canela (nome científico: Macrobrachium acanthurus), também vulgarmente chamado de pitu, braço-forte, camarão-braço-forte, camarão-castanho, camarão-de-penedo, camarão-lagosta, castanho, zabumba, zambumba e camarão-d’água-doce, é um camarão da família dos palemonídeos (Palaemonidae). É nativo das regiões lacustres da América do Sul, Caribe, América do Sul, América do Norte e Oceano Atlântico Ocidental. Em ambientes de salinidade baixa, adota uma estratégia hiperreguladora. Tem coloração pardo-avermelhada, quelas bem desenvolidas e patas anteriores grossas e longas.
No Brasil, em 2005, foi classificado como vulnerável na Lista de Espécies da Fauna Ameaçadas do Espírito Santo; em 2014, foi classificado como em perigo no Livro Vermelho da Fauna Ameaçada de Extinção no Estado de São Paulo; e em 2018, sob a rubrica de "dados insuficientes" na Lista Vermelha do Livro Vermelho da Fauna Brasileira Ameaçada de Extinção do Instituto Chico Mendes de Conservação da Biodiversidade (ICMBio).

## Etimologia
Zabumba ou zambumba tem uma origem controvérsia. Segundo Renato Mendonça, pode ter relação com o conguês bumba ("bater"), mas para G. Viana pode ter relação com o espanhol zambomba, que Corominas afirmou ser um cruzamento com zampoña (tipo de flauta pastoril) com bombo / bomba (tambor grande). Já pitu, de acordo com o Dicionário Histórico das Palavras Portuguesas de Origem Tupi (DHPT), vem do tupi pi'tu no sentido de "espécie de camarão". Para Antenor Nascentes, por sua vez, derivou do tupi pï'tu ("casca escura"). Foi citado a primeira vez em 1817 como pitú.